# Christopher Wood (scrittore)
Christopher Hovelle Wood (Londra, 5 novembre 1935 – 9 maggio 2015) è stato uno scrittore e sceneggiatore britannico.

## Opere

### James Bond
Negli anni settanta le sceneggiature dei film si discostano talmente dai plot di Ian Fleming che la Glidrose decide di provare a tornare sul mercato con dei libri che riportino i romanzamenti dei film. Per tale attività è scelto Wood, lo stesso sceneggiatore, che porta alle stampe due libri contemporaneamente all'uscita dei film. Wood torna a scrivere sull'agente segreto anni dopo con un libro di memorie.
| Anno | Titolo italiano                 | Titolo originale                 | Note                                              |
| ---- | ------------------------------- | -------------------------------- | ------------------------------------------------- |
| 1977 | Agente 007 la spia che mi amava | James Bond, The Spy Who Loved Me | Romanzamento della sceneggiatura del film omonimo |
| 1979 | Moonraker, operazione spazio    | James Bond and Moonraker         | Romanzamento della sceneggiatura del film omonimo |
| 2006 | Agente 007 la spia che amavo    | James Bond, The Spy I Loved      | memorie (inedito in Italia)                       |

### Altri libri
| Anno | Titolo italiano | Titolo originale                                           | Note |
| ---- | --------------- | ---------------------------------------------------------- | --- |
| 1969 |                 | Make It Happen to Me                                       | rivista e ripubblicata in paperback con il titolo Kiss Off! nel 1970 (inedito in Italia)                                                        |
| 1970 |                 | "Terrible Hard", Says Alice                                | (inedito in Italia) |
| 1971 |                 | John Adam - Samurai                                        | romanzo storico (inedito in Italia) |
| 1973 |                 | John Adam in Eden                                          | romanzo storico (inedito in Italia) |
| 1973 |                 | Soccer Thug                                                | pubblicato come Frank Clegg (inedito in Italia)                                                                                                 |
| 1976 |                 | The Further Adventures of Barry Lyndon by Himself          | romanzo storico sequel di Le memorie di Barry Lyndon di William Makepeace Thackeray. Il nome di Wood non appare sulla cover (inedito in Italia) |
| 1976 |                 | Seven Nights in Japan                                      | novelizzazione dell'omonimo film scritta con lo pseudonimo di John Drew (inedito in Italia)                                                     |
| 1979 |                 | Lovely Couple                                              | novelizzazione dell'omonimo film tv scritta con lo pseudonimo di Richard Mason (inedito in Italia)                                              |
| 1979 |                 | Fire Mountain                                              | racconto d'avventura pubblicato in USA come North to Rabaul(inedito in Italia)                                                                  |
| 1979 |                 | Worms                                                      | racconto horror scritto con lo pseudonimo di James Montague (inedito in Italia)                                                                 |
| 1980 |                 | Dead Centre                                                | racconto d'avventura femminile (inedito in Italia)                                                                                              |
| 1981 |                 | Taiwan                                                     | racconto d'avventura (inedito in Italia) |
| 1983 |                 | A Dove Against Death                                       | racconto d'avventura (inedito in Italia) |
| 1985 |                 | Kago                                                       | racconto d'avventura (inedito in Italia) |
| 2004 |                 | Sincere Male Seeks Love and Someone to Wash His Underpants | (inedito in Italia) |
| 2004 |                 | California, Here I Am                                      | (inedito in Italia) |

## Filmografia

### Sceneggiatore
- Confessions of a Window Cleaner (1974)
- Confessions of a Pop Performer (1975)
- Seven Nights in Japan (1976)
- Confessions of a Driving Instructor (1976)
- Confessions from a Holiday Camp (1977)
- La spia che mi amava (1977) - con Richard Maibaum
- Rosie Dixon - Night Nurse (1978)
- Moonraker - Operazione spazio (1979)
- Il mio nome è Remo Williams (1985)
- Steal the Sky (1988) - con Dorothy Tristan
- The Unspeakable (1996) - a.k.a. Shadow of a Scream
- Eruption (1997)
- Stray Bullet (1998)
- Dangerous Curves (2000)